# 무리 (스위스)
무리(독일어: Muri)는 스위스 아르가우주에 위치한 지자체이다. 이전에 무리 (프라이암트)로 알려졌으며, 무리구의 수도이기도 하다. 무리의 현재 지자체는 랑도르프, 에크, 하슬리 및 브아이(Wey)의 4개 지자체가 합병하여 1816년에 만들어졌다.

## 역사
여러 고고학적 발견에 따르면 이 지역의 정착은 신석기 시대와 청동기 시대부터 시작되었다. 할슈타트 시대와 가까운 곳에 1929년 지자체의 남쪽 경계 근처에서 발견된 하나의 마운드가 있다. 서기 1세기부터 더 작은 로마 시대 정착지가 존재했지만, 이들은 260년에 알레만니족에 의해 파괴되었다. 이로 인해 8세기 또는 9세기에 이곳에 정착할 수 있었고, 많은 로마의 낮은 성벽을 따라 그들의 정착지를 라틴어 무루스(murus)에서 유래한 Murah라고 불렀다. 924년 무라헤(Murahe)라는 이름으로 처음 언급되었다.
그 역사는 무리의 베네딕토회와 밀접하게 연결되어 있다. 합스부르크 백작인 클레가우의 라트보트(Radbot of Klettgau
)와 로렌의 아이다(Ida of Lorraine)가 1027년에 무리 수도원을 설립했다. 합스부르크 왕가의 후원으로 시간이 지남에 따라 더 강력해 졌으며, 스위스 고원의 광대한 토지를 인수하여 중요한 영적, 문화적 중심지로 부상했다. 12세기에 오늘날의 지자체는 수도원 영역을 포함하는 상위 비쿠스와 하위 비쿠스로 분할되었다. 그 영역 중 일부에서 1082년경에 다른 정착지와 고립된 농장이 생겨났다. 에크(Egg), 하슬리(Hasli), 브아이(Wey)는 시간이 지남에 따라 독립적인 공동체로 발전했다.
본당에는 현재의 무리뿐만 아니라 아리슈타우, 부트빌 및 겔트빌도 포함되어 있다. 수도원은 또한 바인빌과 베젠뷔렌의 일부를 포함했다. 지방 정부와 대법관의 권리는 합스부르크 백작에 의해 유지되었다. 무리 인구의 대다수는 1529년에 개신교도가 되었지만, 제2차 카펠 전쟁 (1531년) 이후에 다시 가톨릭 교도가 되었다. 수도원은 1701년 이후 점점 더 중요해졌으며, 수년 동안 스위스에서 가장 부유했다.
1841년 1월 초에 프라이암트에서 주 정부를 겨냥한 종교적 폭동이 일어났다. 며칠 만에 통제가 된 분쟁은 1월 13일 무리 수도원의 권한을 박탈하기로 결정한 지역을 구실로 삼았다. 마지막 승려들은 1월 27일 수도원을 떠났다. 이것은 교육과 같이 이전에 수도원에서 해결했던 작업을 이제 수행해야 했기 때문에 마을을 놀라게 했다. 건물은 이후 다양한 용도로 사용되었다.
1798년 3월 나폴레옹 1세는 구스위스 연방을 폐지하고, 헬베티아 공화국을 선포했다. 무리는 바덴주의 행정 구역이었다. 현재의 무리 지자체는 1816년에 지역 지자체가 해산되고, 에크, 하슬리, 랑도르프 및 브아이가 합병된 후 만들어졌다. 그 동안 하슬리 공동체는 파산에 이르렀다. 1889년 8월 21일 수도원의 일부가 전소되었고, 1989년에야 동쪽 별관의 완전한 복원이 완료되었다. 1960년 이래로 소수의 수도사들이 수도원의 별관에 살고 있다. 나머지 방은 이제 카운티와 지자체와 일부 교실에 속한다.
1875년 6월 1일, 아르가우 남부 철도의 볼렌-무리 구간이 개통되면서, 이 도시는 철도 네트워크에 연결되었다. 로트크로이츠 (고트하르트반 연결) 이후의 연속은 재정적 이유로 지연되었으며, 1881년 12월 1일에만 진행되었다. 1868년부터 1917년까지 스파와 목욕탕이 있었기 때문에 한동안 많은 관광객이 방문했다.

## 지리

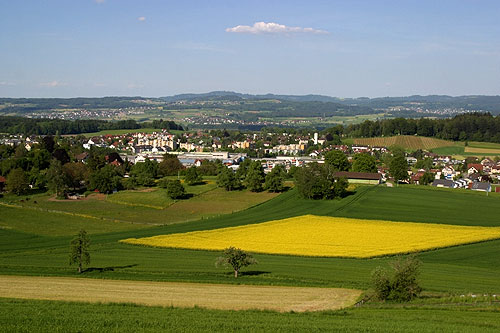
무리-랑도르프, 배경으로 알비스와 위틀리베르크

공동체는 3개의 구역으로 구성되어 있다. 수도원 바로 서쪽에는 랑도르프(이전에는 도르프무리로 알려짐) 지역에서 남쪽으로 몇 킬로미터 떨어진 곳에 브아이 공동체가 있다. 철로 동쪽으로 0.5km 떨어진 곳에 에크와 여러 마을이 있다. 하슬리는 수도원에서 북쪽으로 1km, 필리는 북서쪽으로 1km, 란겐마트는 서쪽으로 1km 떨어져 있다. 지자체의 동쪽 경계에 바로 위치한 작은 마을인 튀르멜렌은 현재 에크와 합병되었다. 또한 이 지역에는 수많은 고립된 농장이 흩어져 있다.
무리는 린덴베르크 기슭의 뷘츠탈 상류에 위치해 있으며, 450m에서 480m 사이의 고도에서 모든 구역을 아우른다. 서쪽으로 경사가 완만하게 올라가며, 란겐마트는 고도 570m에 있다. 남쪽으로 갈수록 지형은 기복이 심하고 두 개의 강 계곡으로 나뉜다. 죄리커바흐(Sörikerbach)는 브아이와 랑도르프와 에크의 뤼에리바흐를 통해 흐른다.
무리의 면적은 2009년 현재 12.34k㎡이다. 이 면적 중 7.17km2 (58.1%가) 농업 목적으로 사용되고, 2.57k㎡ (20.8%)는 산림이다. 나머지 토지 중 2.49k㎡ (20.2%)가 정착(건물 또는 도로), 0.04k㎡ (0.3%)가 강 또는 호수이고, 0.03k㎡ (0.2%)는 불모지이다.
건축면적 중 공업용 건물이 전체 면적의 2.6%, 주택과 건물이 11.3%, 교통 기반 시설이 4.4%를 차지했다. 공원, 녹지대, 운동장이 1.3%를 차지했다. 산림면적 중 19.5%는 산림이 우거져 있고, 1.3%는 과수원이나 작은 나무 군락으로 덮여 있다. 농경지 중 39.5%는 작물 재배에 사용되며 16.1%는 목초지이며, 2.4%는 과수원이나 포도나무 작물에 사용된다. 지자체의 모든 물은 강과 시내에 있다.
가장 높은 지점은 죄리커바흐(Sörikerbach)의 계곡 위 635m에 있으며, 가장 낮은 지점은 지자체의 동쪽 경계에 있는 뷔엘무스의 432m에 있다.
이웃 커뮤니티는 북동쪽의 아리슈타우, 동쪽의 메렌시반트, 남동쪽의 벤첸시빌, 남서쪽의 겔트빌, 서쪽의 부트빌, 북서쪽의 보스빌이다.

## 인구통계
2020년 12월 기준, 무리의 인구는 8,244명이다. 2009년 6월 기준으로 인구의 20.8%가 외국인이다.  1997년부터 2007년까지 지난 10년 동안 인구는 11%의 비율로 변화했다. 2000년 기준, 인구 대부분인 86.4%는 독일어를 사용하며, 알바니아어가 2위(4.2%), 이탈리아어가 3위(2.7%)이다. 세르비아-크로아티아인이 2.2%로 4위, 포르투갈어가 1.1%로 5위를 차지했다.
2008년 기준 무리의 연령 분포는 다음과 같다. 788명의 어린이 또는 인구의 11.6%가 0~9세이고 853명의 청소년(12.6%)이 10~19세이다. 성인 인구 중 946명(인구의 14.0%)이 20~29세이다. 909명(13.4%)은 30~39세, 1,085명(16.0%)은 40~49세, 849명(12.5%)은 50~59세이다. 고령자 분포는 698명(인구의 10.3%)이 60세 이상이다. 69세는 70~79세가 413명(6.1%), 80~89세가 213명(3.1%), 90세 이상이 24명(0.4%)이다.
2000년 기준 1인 또는 2인 가구는 279가구, 3인 또는 4인 가구는 1,218가구, 5인 이상 가구는 871가구이다. 2000년 기준으로 지자체에는 2,436가구(주택 및 아파트)가 있으며, 가구당 평균 2.5명이 거주하고 있다. 2008년에는 총 2,865가구 및 아파트 중 934가구(전체의 32.6%)가 있었다. 공실률 0.5%에 총 13채의 빈 아파트가 있었다. 2007년 기준 신규주택 건설률은 인구 1000명당 7.2세대이다.
2007년 연방 선거에서 가장 인기 있는 정당은 34.6%의 득표율을 기록한 SVP였다. 다음으로 가장 인기 있는 세 정당은 CVP (24.5%), SP (16.1%), FDP (10.3%)였다.
역사적 인구는 다음 표에 나와 있다.
| 연도 | 인구  | ±%     |
| ---- | ----- | ------ |
| 1755 | 1,966 | —      |
| 1799 | 1,397 | −28.9% |
| 1850 | 1,966 | +40.7% |
| 1900 | 2,073 | +5.4%  |
| 1950 | 3,680 | +77.5% |
| 1970 | 4,853 | +31.9% |
| 2000 | 6,545 | +34.9% |

### 종교

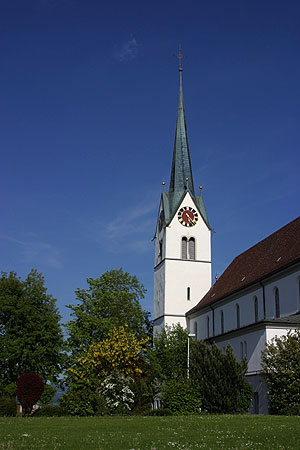
무리의 교회

2000년 인구 조사에 따르면 4,172명(63.7%)이 로마 가톨릭 신자이고, 1,088명(16.6%)이 스위스 개혁 교회에 속해 있다. 나머지 인구 중 크리스찬 가톨릭 교회 신자는 8명(전체 인구의 약 0.12%)이었다.  같은 인구 조사에서 인구의 6.9%가 이슬람교이고, 1.0%가 다른 종교에 속해 있었다.

## 경제
2007년 현재 무리의 실업률은 2.22%이다. 2005년 기준으로 1차 경제 부문에 176명이 고용되어 있으며, 이 부문에 약 47개 기업이 참여하고 있다. 1,645명이 2차 부문에 고용되어 있고, 이 부문에 92개의 기업이 있다. 2,209명이 3차 부문에 고용되어 있으며, 이 부문에는 271개의 기업이 있다.
2000년에 3,453명의 근로자가 지자체에 살았다. 이 중 1,905명(약 55.2%)이 무리(무리) 외곽에서 일했고 1,918명이 출퇴근했다. 지자체에는 총 3,466개의 일자리(주당 최소 6시간)가 있었다.  근로 인구의 10.3%가 대중교통을 이용하여 출퇴근하고, 49.6%가 자가용을 이용하였다.
주요 제조 부문은 금속 가공, 화학, 플라스틱 가공, 과일 주스 생산, 가전제품, 정밀기기 및 전자기기 제조이다.
무리에는 프라이암트 지역 병원이 있다. 이 지역 병원은 프라이암트 관할 지역 전체를 대상으로 하며 100,000명 이상의 주민이 거주하는 집수 지역을 다룬다.

## 교육
무리에서 인구의 약 67.9%(25-64세 사이)는 비필수 고등교육 또는 추가 고등교육(대학 또는 응용학문대학)을 완료했다. 취학연령 인구(2008/2009학년도 기준) 중 초등학교에 다니는 학생이 518명, 중학교에 다니는 학생이 303명, 고등교육 또는 대학에 다니는 학생이 349명, 방과 후 지자체에서 일자리를 찾고 있는 학생이 14명이다.
무리에는 5개의 교육 센터(바흐마텐, 바트바이허, 수도원 및 뢰스리마트슈트라세)가 있다. 초등학교의 일부 학급은 수도원 건물에 있다. 가장 가까운 학군(고등학교)은 볼렌에 있다.

## 국가중요문화재
이전 베네딕토회 무리 수도원, 레온티우스플라츠의 레온티우스브룬넨 (분수), 클로스터호프 197의 수도원 근처에 있는 소위 클로스터세우네, 하슬리 233의 곡물저장고는 모두 국가적으로 중요한 스위스 문화 유산으로 등록되어 있다. 하슬리의 전체 작은 마을은 스위스 유산 목록의 일부로 지정된다.

### 무리수도원

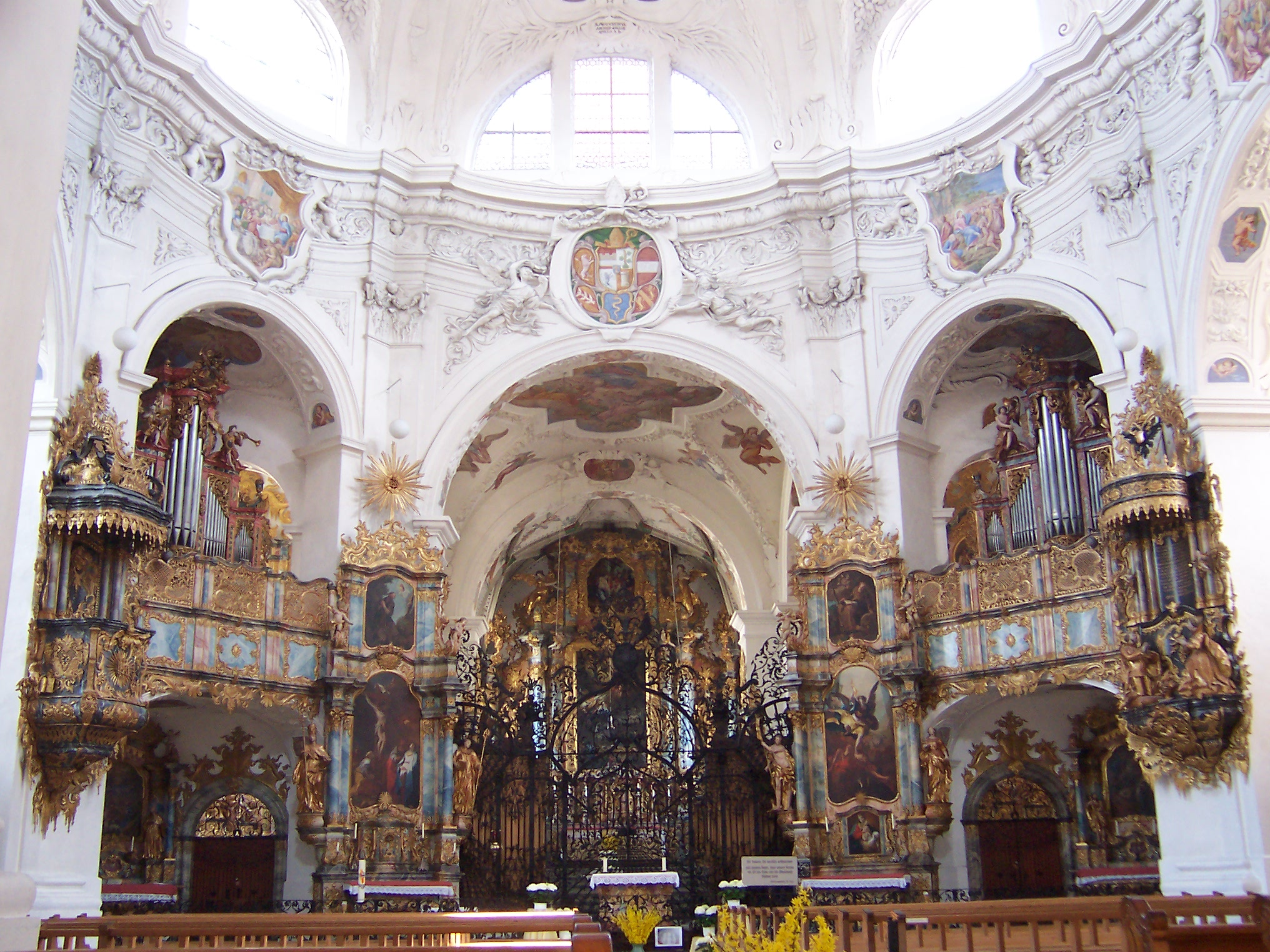
무리 수도원의 내부

무리의 지배적인 랜드마크는 무리 수도원이다. 이것은 거의 1000년 된 베네딕토회이다. 그 중심은 17세기에 지어진 바로크 양식의 팔각형 중앙 건물(팔각형)이다. 중앙 건물은 11세기 로망스 교회의 건물로 둘러싸여 있다. 고딕 건축 양식의 요소도 표현된다. 교회는 프레스코화와 조각품이 풍부하다.
16세기 내내 유행했던 귀중한 유리 페인팅이 있는 회랑에는 합스부르크 가문의 묘지가 있다. 여기에는 오스트리아 군주제 황제 카를 1세와 치타 디 파르마 공녀의 심장과 합스부르크 가문의 다른 구성원들의 심장이 들어 있다. 부부의 아들 란돌프와 펠릭스의 시신이 이곳에 묻혔다.
수도원 박물관에는 수도원의 귀중한 보물이 있다. 화가 카스파 볼프(Caspar Wolf)의 상설 전시도 있다. 수도원 교회는 5개의 오르간을 소유하고 있다.

### 기타 건축물
성 고아르 교구 교회는 1030년경에서 1335년경까지 존재했으며, 이 시대의 일부가 살아남았지만 교회 탑의 기초만 남아 있다. 1583년에 탑이 재건되었다. 1640년부터 1644년까지 처음부터 바로크 양식으로 재건되었다. 1677년 성가대 제단은 철거되었고, 1837/38년에 교체되었다. 마지막 주요 개조 공사는 1987/88년에 이루어졌다. 본당 북쪽에는 1747년에 지어진 본당이 있다.
본당과 수도원 교회의 중간은 법원이다. 1660년에 지어졌으며, 처음에는 수도원에서 게스트하우스로 의뢰했다가 오늘날에는 지방 법원에서 사용한다.

## 교통
렌츠부르크와 추크 사이의 번화한 주요도로 25번은 바이(Wey)와 랑도르프(Langdorf) 중심의 동쪽을 달리며, 특히 남쪽 부분에 구불구불한 경로가 있다. 또 다른 주요 도로는 에크(Egg)를 통해 아폴테른 암 알비스(Affoltern am Albis)로 이어지는 동쪽으로 분기된다. 측면 도로는 랑엔마트를 통해 부트빌 또는 겔트빌로, 하슬리를 통해 알트하우슬러까지 이어진다.
무리역은 아라우에서 로트크로이츠까지 SBB 아라우 남부 철도의 노선 상에 있다. 기차역에서 포스트버스 노선은 아폴테른 암 알비스, 바인빌(프라이암트), 겔트빌, 볼렌 및 취리히-비티콘까지 운행한다. 주말에는 추크에서 진스 및 무리를 거쳐 뮐라우까지 야간 버스가 운행된다.